# رنگین‌کمان‌ماهی استرالیایی
رنگین‌کمان ماهی استرالیایی (نام علمی: Melanotaenia fluviatilis)، که گاهی به عنوان رنگین‌کمان‌ماهی رودخانه مورای نیز شناخته می‌شود، گونه‌ای از ماهیان آب شیرین بومی جنوب شرقی استرالیا و جنوبی‌ترین گونه در بین تمامی رنگین‌کمان‌ماهی‌ها است. از آنجایی که این ماهی‌ها بسیار رنگارنگ هستند، از این رو به این نام اسم‌گذاری شده‌اند. دودیسی جنسی در بین دو جنس وجود دارد. نرها بزرگتر و رنگارنگ‌تر از ماده‌ها هستند. ماهی‌های رنگین‌کمانی رودخانه موری جزو ماهی‌هایی هستند که به صورت دسته‌ای و در نزدیکی کنده‌ها یا سواحل رودخانه زندگی می‌کنند و در ماهی آکواریومی محبوب به حساب می‌آیند.